# نیکون اف۱۰۰
نیکون اف۱۰۰ (به انگلیسی: Nikon F100) یک دوربین عکاسی تک‌لنزی بازتابی ۳۵ میلی‌متری ساخت شرکت نیکون است.